# Kong: Wyspa Czaszki
Kong: Wyspa Czaszki (ang. Kong: Skull Island) – amerykański monster movie z 2017 roku w reżyserii Jordana Vogt-Robertsa. Drugi film należący do franczyzy MonsterVerse studia Legendary Pictures. Film przedstawia historię grupy naukowców oraz żołnierzy, którzy mają zbadać nieznaną wcześniej wyspę na Pacyfiku, zamieszkaną przez przerażające stworzenia i potężnego Konga. W rolach głównych wystąpili Tom Hiddleston, Samuel L. Jackson, John Goodman oraz Brie Larson.
Grafiki koncepcyjne do filmu stworzył Polak, Jakub Różalski.

## Fabuła
Zespół badaczy wyrusza na wyprawę na niedawno odkrytą wyspę na Oceanie Spokojnym, nazwaną Wyspą Czaszki. Na miejscu odkrywają, że nie jest ona bezludna jak się początkowo wydawało, lecz zamieszkiwana jest przez mityczne stworzenie – Konga. Ich wyprawa zamienia się w walkę o przetrwanie, a pomocy szukają wśród tubylców.

## Obsada

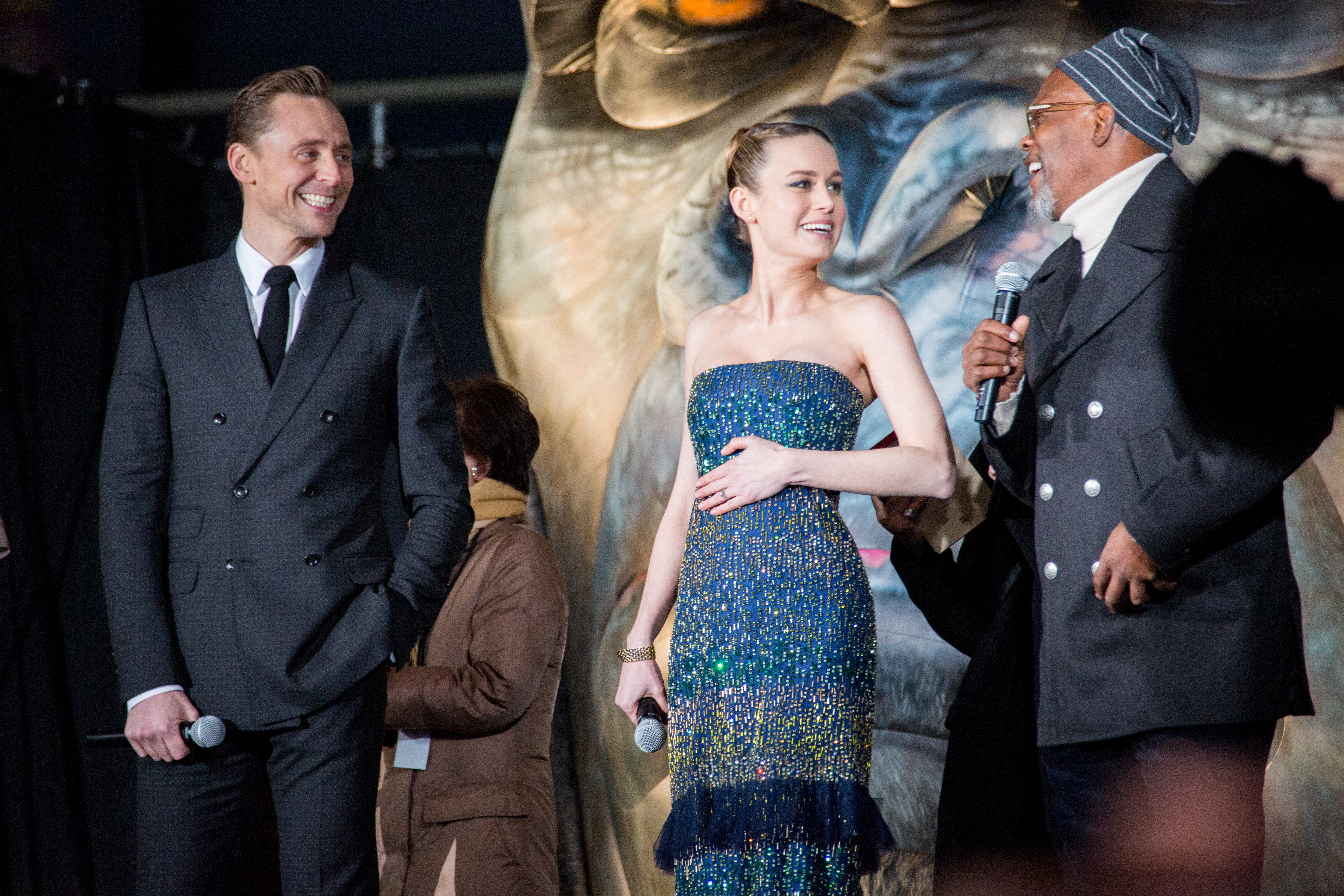
Tom Hiddleston, Brie Larson i Samuel L. Jackson na japońskiej premierze filmu

- Tom Hiddleston – kpt. James Conrad
- Samuel L. Jackson – ppłk. Preston Packard
- Brie Larson – Mason Weaver
- John C. Reilly – płk. Hank Marlow
- John Goodman – Bill Randa
- Corey Hawkins – Houston Brooks
- John Ortiz – Victor Nieves
- Tian Jing – Lin San
- Toby Kebbell – mjr Jack Chapman oraz Kong
- Jason Mitchell – podoficer Glen Mills
- Shea Whigham – kpt. Earl Cole
- Thomas Mann – podoficer Reg Slivko
- Eugene Cordero – oficer Reles
- Marc Evan Jackson – Steve Woodward
- Will Brittain – Hank Marlow oraz jego syn
- Miyavi – Gunpei Ikari
- Terry Notary – Kong